# Франсіско Матурана
Франсіско (Па́чо) Матурана (ісп. Francisco "Pacho" Maturana, нар. 15 лютого 1949, Кібдо) — колумбійський футболіст, що грав на позиції захисника. По завершенні ігрової кар'єри — футбольний тренер.
Виступав за колумбійські клуби «Атлетіко Насьйональ», «Атлетіко Букараманга» та «Депортес Толіма», а також національну збірну Колумбії.
Проте найбільшу славу здобув тренерськими досягненнями — привів «Атлетіко Насьйональ» до перемоги в Кубку Лібертадорес, 1993 року був визнаний найкращим футбольним тренером року в Південній Америці, багато років тренував збірну Колумбії, неодноразово виводив її на чемпіонат світу. 2001 року привів її до першої в своїй історії перемозі в Кубку Америки. Тренував також збірні Еквадору, Перу, Коста-Рики та Тринідаду і Тобаго.

## Клубна кар'єра
Народився в місті Кібдо, але в дитячому віці переїхав разом з родиною в Медельїн. Навчався в Університеті Антьокії, де пізніше отримав ступінь спеціаліста стоматолога.
Під час навчання Матурана грав захисником за університетську команду, а 1970 року уклавши контракт з командою «Атлетіко Насьйональ».
У дорослому футболі дебютував 1972 року виступами за «Атлетіко Насьйональ», в якій провів вісім сезонів, взявши участь у 359 матчах чемпіонату. Більшість часу, проведеного у складі «Атлетіко Насьйональ», був основним гравцем захисту команди і двічі ставав чемпіоном Колумбії (1973, 1976).
Протягом сезону 1981 року захищав кольори команди клубу «Атлетіко Букараманга».
Завершив професійну ігрову кар'єру у клубі «Депортес Толіма», за команду якого виступав протягом сезону 1982 року.

## Виступи за збірну
1981 року провів шість матчів у складі національної збірної Колумбії в рамках відбіркового циклу до чемпіонату світу 1982, який колумбійці завершили на останньому місці у групі.

## Кар'єра тренера
За рекомендацією уругвайців Анібаля Руїса та Луїса Кубільї 1986 року розпочав тренерську кар'єру. Його першим клубом став «Онсе Кальдас», а потім він очолив «Атлетіко Насьйональ». Наприкінці 1980-х років це був один з найсильніших клубів Південної Америки. Саме Матурана привів цей клуб до перемоги в Кубку Лібертадорес 1989 року, який став першим в історії колумбійських клубів. У фінальному двораундовому протистоянні підопічні Матурани взяли верх в над парагвайською «Олімпією», здолавши її в серії післяматчевих пенальті 5:4. А в матчі за Міжконтинентальний кубок «Атлетіко Насьйональ» лише на останній хвилині доданого часу пропустив вирішальний гол від клубних чемпіонів Європи «Мілана».
Паралельно Франсіско очолював і збірну Колумбії, з якою став бронзовим призером розіграшу Кубка Америки 1987 року в Аргентині, та вивів в фінальну стадію чемпіонату світу 1990 року в Італії (вперше за 28 років), дійшовши до 1/8 фіналу. Єдиним невдалим епізодом стала участь в Кубку Америки 1989 року у Бразилії, де колумбійці не змогли подолати груповий етап.
1991 року відправився в Європу, де очолив «Реал Вальядолід», проте пропрацював недовго і наступного року повернувся на батьківщину, очоливши клуб «Америка де Калі», з яким став чемпіоном Колумбії 1992 року.
1993 року Матурана повернувся в збірну Колумбії, керуючи нею на Кубку Америки 1993 року в Еквадорі, де команда знову здобула бронзові нагороди. Того ж року вивів збірну вдруге поспіль на чемпіонату світу 1994 року у США, розгромивши в вирішальному збірну Аргентини 5:0. За це за підсумками 1993 року наставника збірної Колумбії визнали найкращим тренером на південноамериканському континенті та нагородили Орденом Бояки, однією з найвищих державних нагород Колумбії. Проте на мундіалі збірна виступила невдало, зайнявши останнє місце в групі, несподівано поступившись у груповому турнірі господарям та збірній Румунії.
Після чемпіонату покинув команду і незабаром очолив іспанське «Атлетіко», проте в команді надовго не затримався і наступного року став тренером збірної Еквадору. Як тренер збірної був учасником розіграшу Кубка Америки 1995 року в Уругваї, де не зміг вивести з командою в раунд плей-оф, та розіграшу Кубка Америки 1997 року у Болівії, де еквадорці дійшли до чвертьфіналу. В кінці того ж року, після того як Матурана не зміг вивести збірну на чемпіонат світу 1998 року, колумбійський спеціаліст покинув збірну і повернувся на батьківщину, де недовго очолював «Мільйонаріос».
1999 року Матурана очолив збірну Коста-Рика, проте пропрацювавши лише кілька місяців, змінив місце роботи, ставши тренером збірної Перу, з якою став півфіналістом розіграшу Золотого кубка КОНКАКАФ 2000 року у США. Але незабаром покинув перуанців, аби втретє очолити рідну збірну Колумбії перед домашнім розіграшем Кубка Америки 2001 року, в якому Матурана привів Колумбію до першого континентального чемпіонства в історії країни. Щоправда, один з континентальних грандів Аргентина відмовилася тоді від участі в змаганнях, а іншого, Бразилію, сенсаційно здолав на стадії 1/4 фіналу Гондурас. Тому у вирішальному поєдинку за титул Колумбія зіграла з «запрошеною» збірною Мексикою, яку господарі обіграли 1:0.
Після цього ненадовго відправився на роботу в саудівський «Аль-Хіляль», зробивши його чемпіоном своєї країни, але 2002 року вчетверте повернувся в збірну Колумбії і довів її до півфіналу Кубка конфедерацій 2003 року у Франції та чвертьфіналу Золотого кубка КОНКАКАФ 2003 року у США та Мексиці, але після невдалого старту у відбірковому циклі чемпіонату світу 2006 року подав у відставку.
В подальшому недовго очолював аргентинський «Колон». З 2004 по 2007 рік Франсіско був технічним радником ФІФА, поряд з Фабіо Капелло та Сесаром Менотті проводив семінари для тренерів, після чого потренував ще один аргентинський клуб «Хімнасія і Есгріма».
1 лютого 2008 року колумбійський фахівець знову очолив національну збірну — цього разу Тринідаду і Тобаго, яку тренував до квітня 2009 року.
Наразі останнім місцем тренерської роботи був саудівський клуб «Аль-Наср» (Ер-Ріяд), команду якого Франсіско Матурана очолював як головний тренер у 2011–2012 роках.
Після цього продовжив роботу футбольним функціонером, ставши членом футбольного комітету ФІФА

## Титули і досягнення

### Як гравця
- Срібний призер Панамериканських ігор: 1971
- Чемпіон Колумбії (2):

«Атлетіко Насьйональ»: 1973, 1976

### Як тренера
- Володар Кубка Лібертадорес (1):

«Атлетіко Насьйональ»: 1989
- Володар Кубка Америки (1):

Колумбія: 2001
- Бронзовий призер Кубка Америки (2):

Колумбія: 1987, 1993
- Переможець Кубка центральноамериканських націй (1):

Коста-Рика: 1999
- Чемпіон Колумбії (1):

«Америка де Калі»: 1992
- Чемпіон Саудівської Аравії (1):

«Аль-Хіляль»: 2002

### Особисті
- Футбольний тренер року в Південній Америці: 1993